# Asperula crassula
Asperula crassula là một loài thực vật có hoa trong họ Thiến thảo. Loài này được Greuter & Zaffran mô tả khoa học đầu tiên năm 1984.